# Campo de medição
O Campo de Medição é basicamente caracterizado pela precisão, amplitude ou alcance e capacidade do equipamento de medir grandezas elétricas.

## Caracteristicas
Um multímetro “caseiro” não consegue medir a tensão elétrica de máquinas elétricas de uma indústria de grande porte. Além disso, a precisão necessária para equipamentos hospitalares é muito maior do que um equipamento mecânico industrial “bruto”. Então, o campo de medição é classificado por capacidade e precisão de medições de grandezas elétricas.
Também está relacionado ao alcance de captação de valores e de precisão do equipamento. Por exemplo, quando existe a necessidade de medir uma tensão na casa de 200 volts, se regula o aparelho para este realizar a medição de valores próximos a 200 volts, sendo assim ele terá um alcance útil de medida perto deste valor. Já quando se precisa medir uma tensão de 3 volts e se regula o campo de medição para 200 volts a medição perde totalmente o nível de precisão de valores, já que 3 volts representa 1,5% do valor base para a medição. Mas quando este campo de medição é abaixado para 10 volts, 3 volts se torna 30% do valor base, sendo assim o seu percentual de precisão aumenta.